# Lasam
Lasam (Bayan ng Lasam) är en kommun i Filippinerna. Kommunen ligger på ön Luzon, och tillhör provinsen Cagayan. Folkmängden uppgår till 26 683 invånare.

## Barangayer
Lasam är indelat i 30 barangayer.
| - Aggunetan - Alannay - Battalan - Calapangan Norte - Calapangan Sur - Callao Norte - Callao Sur - Cataliganan - Finugo Norte - Gabun - Ignacio B. Jurado - Magsaysay - Malinta - Minanga Sur - Minanga Norte | - Nicolas Agatep - Peru - Centro I (Pob.) - San Pedro - Sicalao - Tagao - Tucalan Passing - Viga - Cabatacan East (Duldugan) - Cabatacan West - Nabannagan East - Nabannagan West - Centro II (Pob) - Centro III (Pob) - New Orlins |